# Tim Brown (chính khách Ohio)
Tim Brown (sinh ngày 25 tháng 10 năm 1962) là một chính khách người Mỹ, hiện là Chủ tịch Hội đồng Chính phủ của Vùng đô thị Toledo. Trước đây ông đã phục vụ tại Hạ viện Ohio, đại diện cho Quận 3 từ 2013-2016.

## Tuổi thơ và sự nghiệp
Brown nhận bằng cử nhân kinh doanh tại Đại học Bowling Green State năm 1986. Trước đây ông từng là một ủy viên quận Wood và là đại diện của quận cho nghị sĩ Hoa Kỳ Paul Gillmor.